# The Night Rider
The Night Rider é um filme faroeste dos Estados Unidos de 1932 dirigido por Fred C. Newmeyer e estrelado por Harry Carey.

## Elenco
- Harry Carey ... John Brown / Jim Blake
- Elinor Fair ... Barbara Rogers
- George "Gabby" Hayes ... Altoonie
- Julian Rivero ... Manuel Alonzo Valdez
- J. Carlton Wetherby ... Dan Rogers
- Nadja ... Saloon Dancer Tula
- Tom London ... Jeff Barton
- Walter Shumway ... Sheriff Lynn Ricker
- Bob Kortman ... Steve
- Cliff Lyons ... Bert Logan